# Stara Sucha (powiat węgrowski)
Stara Sucha – wieś w Polsce położona w województwie mazowieckim, w powiecie węgrowskim, w gminie Grębków. Ma status sołectwa. Przez miejscowość przepływa Kostrzyń, rzeka dorzecza Bugu.
Wierni Kościoła rzymskokatolickiego należą do parafii Matki Bożej Królowej Korony Polskiej w Kopciach.
W latach 1975–1998 miejscowość należała administracyjnie do województwa siedleckiego.